# Dean Owens
Pour les articles homonymes, voir Owens.
 (novembre 2023).
La mise en forme du texte ne suit pas les recommandations de Wikipédia : il faut le « wikifier ».
Les points d'amélioration suivants sont les cas les plus fréquents. Le détail des points à revoir est peut-être précisé sur la page de discussion.
- Les titres sont pré-formatés par le logiciel. Ils ne sont ni en capitales, ni en gras.
- Le texte ne doit pas être écrit en capitales (les noms de famille non plus), ni en gras, ni en italique, ni en « petit »…
- Le gras n'est utilisé que pour surligner le titre de l'article dans l'introduction, une seule fois.
- L'italique est rarement utilisé : mots en langue étrangère, titres d'œuvres, noms de bateaux, etc.
- Les citations ne sont pas en italique mais en corps de texte normal. Elles sont entourées par des guillemets français : « et ».
- Les listes à puces sont à éviter, des paragraphes rédigés étant largement préférés. Les tableaux sont à réserver à la présentation de données structurées (résultats, etc.).
- Les appels de note de bas de page (petits chiffres en exposant, introduits par l'outil «  Source ») sont à placer entre la fin de phrase et le point final[comme ça].
- Les liens internes (vers d'autres articles de Wikipédia) sont à choisir avec parcimonie. Créez des liens vers des articles approfondissant le sujet. Les termes génériques sans rapport avec le sujet sont à éviter, ainsi que les répétitions de liens vers un même terme.
- Les liens externes sont à placer uniquement dans une section « Liens externes », à la fin de l'article. Ces liens sont à choisir avec parcimonie suivant les règles définies. Si un lien sert de source à l'article, son insertion dans le texte est à faire par les notes de bas de page.
- La présentation des références doit suivre les conventions bibliographiques. Il est recommandé d'utiliser les modèles {{Ouvrage}}, {{Chapitre}}, {{Article}}, {{Lien web}} et/ou {{Bibliographie}}. Le mode d'édition visuel peut mettre en forme automatiquement les références.
- Insérer une infobox (cadre d'informations à droite) n'est pas obligatoire pour parachever la mise en page.

Pour une aide détaillée, merci de consulter Aide:Wikification.
Si vous pensez que ces points ont été résolus, vous pouvez retirer ce bandeau et améliorer la mise en forme d'un autre article.
 (novembre 2023).
Dean Owens est un auteur-compositeur-interprète écossais, né et qui a grandi à Leith, Édimbourg, Royaume-Uni. De nombreuses chansons d'Owens se rapportent à son enfance dans ce quartier, notamment Man From Leith.
Son premier groupe notable est Smile, formé avec le bassiste Kevin McGuire, le guitariste Calais Brown et le batteur Dave Stewart, au début des années 1990. Leur premier single – Obvious – sorti sur Different Class Records, se classe en 20e position dans les ventes d'albums en Ecosse en 1992.
Son groupe suivant, les Felsons, s'est construit autour du noyau d'Owens et McGuire. Développant leur signature sonore « Celtabilly »/americana, ils sortent leur premier album – One Step Ahead Of The Posse – en 1996, suivi d'un mini-album, Lasso The Moon. Ils sont ensuite rejoints par le guitariste de Smile Calais Brown et sortent leur troisième album Glad sur G2, filiale du label écossais Greentrax. Les Felsons ont mené de nombreuses tournées au Royaume-Uni, y compris une tournée en première partie du groupe américain The Mavericks. 
Dean Owens mène également une carrière solo, et conduit également des tournées aux États-Unis, en Europe et en Australie. Il a sorti huit albums studio solo officiels depuis 2001, pour la plupart enregistrés aux États-Unis, dont ses deux plus récents ( Into The Sea (2015) et Southern Wind (2018)) qui ont été enregistrés à Nashville avec le producteur primé et nommé aux Grammy Awards Neilson Hubbard. Les critiques (des deux côtés de l'Atlantique) ont été positives et ont mis en évidence un « mélange écossais et américain unique » dans sa musique. La chanson titre de Southern Wind (co-écrite avec le musicien américain Will Kimbrough ) a remporté le prix de la chanson britannique de l'année en 2019 aux UK Americana Music Association Awards à Londres,.
Un album « best of » – The Man From Leith (avec des notes de pochette de l'auteur de Trainspotting Irvine Welsh ) – est sorti en mars 2020 sur Eel Pie Records de Londres, également avec des critiques très positives.
Son huitième album, Sinner's Shrine, enregistré à Tucson, Arizona, avec les membres du groupe  Calexico, est sorti en février 2022 (conjointement sur Eel Pie Records de Londres et CRS (Pays-Bas)). Il a été précédé d'une série de trois EP bien accueillis - The Desert Trilogy - sortis tout au long de l'année 2021, comprenant 4 titres de Sinner's Shrine, plusieurs issus des sessions d'album et certains enregistrés à distance pendant le confinement.
Owens joue également occasionnellement avec la violoniste écossaise Amy Geddes, sous le nom de Redwood Mountain, avec des paroles tirées de The Book of American Folk Songs d'Alan Lomax, avec des mélodies originales. Un album éponyme est sorti en 2017.
D'autres projets récents incluent la collaboration internationale musique/film Buffalo Blood (avec le producteur/musicien Neilson Hubbard, Audrey Spillman et Joshua Britt). Enregistrées en extérieur, dans le désert du Nouveau-Mexique (à Echo Canyon et au Ghost Ranch de Georgia O'Keeffe ), les chansons explorent les thèmes de la migration et du déplacement de personnes, en particulier des Amérindiens. Un double album éponyme est sorti sur Eel Pie Records en 2019 et inauguré avec une performance live au Celtic Connections de Glasgow.
En mars 2020, Owens organise le festival Cash Back in Fife, qui célèbre l'héritage de Johnny Cash, et ses connexions familiales à Fife. Il a été invité à participer au festival Johnny Cash Heritage Festival, diffusé depuis Dyess Arkansas, en Octobre 2021.
Élu « Meilleure performance britannique de 2021 » d'americana, dans le sondage des lecteurs d'Americana UK.

## Groupes associés
- Dean Owens & The Sinners (2022)
- Dean Owens & The Southerners (2019-2021)
- Dean Owens & The Whisky Hearts
- Dean Owens & The Celtabilly Allstars
- Buffalo Blood
- Redwood Mountain
- Deer Lake (2013-2014)
- The Felsons (1996-2000)
- Smile (1991-1995)

## Discographie
Solo
- Sinner's Shrine – Eel Pie Records/CRS (2022)
- Les EP de la trilogie du désert – Songboy/Eel Pie Records (2021)
- The Man From Leith (The Best of Dean Owens) – Eel Pie Records (2020)
- Southern Wind – At The Helm Records (2018)
- Into The Sea – Drumfire Records (2015)
- New York Hummingbird – Songboy Records (2012)
- Cash Back (Songs I Learned From Johnny) – Drumfire Records (2012)
- Cœurs de whisky – Navigator Records (2008)
- My Town – Vertical Records (2004)
- The Droma Tapes – Songboy Records (2001)

The Felsons
- Glad – G2 (1998)
- Lasso The Moon (1996)
- One Step Ahead Of The Posse (1996)

Autre
- Buffalo Blood – Buffalo Blood – Eel Pie Records (2019)
- Redwood Montain – Redwood Mountain – Drumfire Records (2017)